# Meneurí
Meneurí, sovint escrit Menaurí, és un antic poble, ara del tot despoblat, del terme municipal de Sort, a la comarca del Pallars Sobirà. Fins al 1976 formà part del terme de Llessui.
Meneurí és a prop i a ponent de Saurí, davant per davant a l'altra banda -dreta- del Barranc de Pamano. Té l'antiga església de Sant Esteve.

## Etimologia
Joan Coromines dedica un extens article a Menaurí o Meneurí. Descartada la possibilitat d'un topònim iberobasc, com és freqüent a la comarca, a causa del final en vocal tònica, el compara amb altres topònims com ara Saurí i Mallolís: seria un topònim procedent d'un nom propi occità, procedent d'un malnom (occità Maunorí, francès Maunouri) amb el significat de maleducat o malaltís. De Maunorí passà a Manorí, des d'on evolucionà cap a la forma actual. Coromines planteja, finalment, un possible origen basc, de muno (turó) i uri (aigua), però no el troba versemblant perquè la situació geogràfica de Meneurí no té res a veure amb aigua que surti d'un turó.

## Història

### Edat contemporània
Pascual Madoz dedica un article del seu Diccionario geográfico... a Saurí i Meneurí, conjuntament. S'hi pot llegir que són una localitat agregada a Llessui, situada als peus d'una muntanya molt alta, denominada de Llessui, prop d'un rierol. El clima és fred, combatut per tots els vents, propens a inflamacions i pulmonies. Consta de 13 cases, una font, l'església de Sant Víctor i l'annex de Meneurí, que és una masia. L'església està servida per un rector diocesà i un beneficiat de sang (originari del poble). El territori és muntanyós, pedregós i fluix, cobert de boscos i matolls cap al sud i oest, on només es produeixen pastures. S'hi produïa sègol, patates, mongetes i fenc. S'hi crien vaques i ovelles, s'hi cacen llebres i perdius i s'hi pesquen truites. La població era de 9 veïns (caps de casa) i 97 ànimes (habitants).